# In flagranti

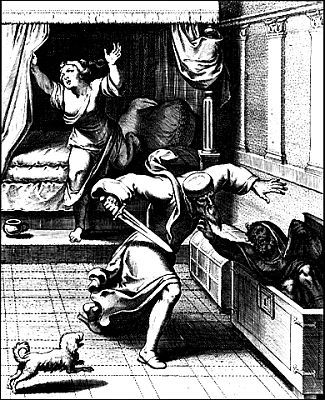
Emblem in flagranti, Antwerpen 1607

In flagranti ist eine aus dem Lateinischen übernommene Redensart (eigentlich: in (crimine) flagranti „solange das Verbrechen noch brennt“) und bedeutet „auf frischer Tat“. Es handelt sich um den Ablativ des Ausdrucks crimen flagrans (brennendes Verbrechen).
Im englischen Sprachraum wird auch der Begriff in flagrante delicto verwendet.
Beispiele:
- Die Polizei ertappte den Dieb in flagranti, als er gerade ein Autoradio ausbauen wollte.
- Der Ehemann erwischte seine Gattin in flagranti mit ihrem Liebhaber.

## Herkunft
Die ursprünglich juristische Formel geht auf eine Formulierung im von Tribonianus von 529 bis 534 herausgegebenen Codex Iustinianus zurück. Dort heißt es: in ipsa rapina et adhuc flagrante crimine comprehensi. (Sie sind direkt bei der Ausführung des Raubes und der Verübung des Verbrechens ertappt worden).

## Rechtslage in Deutschland
Heutzutage ist die Frische der Tat eine der Voraussetzungen für eine Jedermann-Festnahme gem. § 127 Abs. 1 S. 1 StPO.
Auch im räuberischen Diebstahl gem. § 252 StGB kommt die Tatfrische vor: dort muss der Täter nach der Wegnahme in flagranti betroffen sein, um den Tatbestand erfüllen zu können.